# Peery Foundation
Peery Foundation (Фонд Пири) — американский частный фонд, специализирующийся на инвестициях социального воздействия и венчурной филантропии (особенно в области образования, здравоохранения, экологии, возобновляемой энергетики, развития молодёжи и семьи, борьбы с бедностью и преступностью). Базируется в Пало-Альто (штат Калифорния). Принадлежит богатой семье застройщиков Пири (первый из династии, Тейлор Пири, осел в Пало-Альто ещё в 1924 году, в 1978 году его потомок Ричард Пири основал Peery Foundation). Фонд финансирует социальные предприятия и некоммерческие организации на ранней и средней стадии развития. У фонда есть три портфеля инвестиций и грантов: местные, региональные и глобальные.

## Инвестиции
Хотя пять поколений семьи Пири проживают в Пало-Альто, филантропы объездили многие страны развивающегося мира в поисках долгосрочных проектов и программ, которые способствуют уменьшению бедности. Peery Foundation специализируется на глобальных грантах от 1 тыс. до 100 тыс. долларов (среднегодовой объём инвестиций и грантов составляет более 2 млн долларов).
В 2003 году Peery Foundation стал партнёром Центра Балларда, который способствует социальным инновациям и помогает студентам реализоваться в области социального предпринимательства. Peery Foundation инвестировал средства и предоставил гранты следующим компаниям и организациям: KOMAZA, Living Goods, Medic Mobile, One Acre Fund, Sanergy, VisionSpring, WAVE, myAgro, Nuru International, Samasource, Vittana. Большое внимание Peery Foundation уделяет социальным проектам в области залива Сан-Франциско.